# Albert De Bunné
Albert De Bunné (16 de fevereiro de 1896, data de morte desconhecida) foi um ciclista belga de ciclismo de estrada. Entre 1921 e 1924 foi profissional.
Sua única aparição olímpica foi em Antuérpia 1920, onde conquistou a medalha de bronze no contrarrelógio por equipes, junto com Albert Wyckmans, Jean Janssens e André Vercruysse.